# Mounir Troudi
Mounir Troudi (arabe : منير الطرودي), né en 1968, est un chanteur de jazz tunisien.

## Biographie
Diplômé de musique arabe en 1998, sa révélation au grand public a lieu grâce à Fadhel Jaziri et son spectacle Hadhra en 1994. En 2000, il forme le groupe Nagouz aux influences, soufies, jazz et bédouines. Il participe également à plusieurs albums du trompettiste Erik Truffaz et se produit au Tabarka Jazz Festival en 2000, au Festival international de jazz de Montréal en 2005 et Jazz à Vienne.
Il sort trois albums, Mantis (2002), Saloua (2005) et Tawassol (2010).
En 2019, il participe au Transcontinental Shajara créé par Yann-Gaël Poncet, et se produit à Paris au sein du spectacle Night in Tunisia organisé par Soraya Nefissi sur la scène de l’Olympia.
En 2021, il est sur scène avec Poncet pour le Transcontinental Shajara au musée des Confluences à Lyon.

## Albums
- 2002 : Mantis (avec Erik Truffaz)
- 2005 : Saloua (avec Erik Truffaz)
- 2010 : Tawassol
- 2020 : Transcontinental Shajara (avec Yann-Gaël Poncet)

## Télévision
- 2019 : France 3 Auvergne-Rhône-Alpes (reportage sur le lancement du Transcontinental Shajara)[6]
- 2020 : France 3 Auvergne-Rhône-Alpes (#Studio3)[7]